# S.M.S. (Sei molto stronza)
S.M.S. (Sei molto stronza) è un EP di Rancore, pubblicato nel 2008 sotto lo pseudonimo di RINcuore.

## Tracce
Testi di Tarek Iurcich.
1. SMS (Sei molto stronza) – 3:21
2. Porca troia – 3:15
3. Neve – 4:10
4. Cappella – 4:32
5. Due punti aperta parentesi :( – 3:07
6. La morte di Rinquore (prod. Mixer T) – 3:32

### Campionature
- SMS (Sei molto stronza) contiene un campione di "Bleeding Love" di Leona Lewis
- Porca troia contiene un campione di "Stronger" di Kanye West.
- Neve contiene un campione di "No One" di Alicia Keys.
- Cappella contiene un campione di "Umbrella" di Rihanna.
- Due punti aperta parentesi :( contiene un campione di "Apologize" di Timbaland.